# Charensat
Charensat – miejscowość i gmina we Francji, w regionie Owernia-Rodan-Alpy, w departamencie Puy-de-Dôme.
Według danych na rok 1990 gminę zamieszkiwało 559 osób, a gęstość zaludnienia wynosiła 12 osób/km² (wśród 1310 gmin Owernii Charensat plasuje się na 377. miejscu pod względem liczby ludności, natomiast pod względem powierzchni na miejscu 51.).